# Sound Loaded
Sound Loaded è il sesto album in studio del cantante portoricano Ricky Martin, pubblicato nel 2000.

## Tracce
1. She Bangs – 4:41 (Walter Afanasieff, Desmond Child, Robi Rosa)
2. Saint Tropez – 4:48 (Desmond Child, Robi Rosa)
3. Come to Me – 4:33 (James Goodwin, David Resnik, Robi Rosa)
4. Loaded – 3:53 (George Noriega, Robi Rosa, Jon Secada)
5. Nobody Wants to Be Lonely – 5:05 (Gary Burr, Desmond Child, Victoria Shaw)
6. Amor – 3:27 (Randy Barlow, Liza Quintana, Robi Rosa)
7. Jezabel – 3:49 (Pete Amato, Desmond Child)
8. The Touch – 4:27 (Desmond Child, Diane Warren)
9. One Night Man – 3:48 (Kara DioGuardi, Manny López, Steve Morales, Jon Secada, David Siegel)
10. She Bangs (Spanish version) – 4:37 (Walter Afanasieff, Desmond Child, Daniel Lopez, Glenn Monroig, Robi Rosa, Julia Sierra)
11. Are You in It for Love – 4:06 (Paul Barry, Desmond Child)
12. Ven a mí (Come to Me) – 4:34 (James Goodwin, David Resnik, Robi Rosa)
13. If You Ever Saw Her – 3:49 (Paul Barry, Mark Taylor)
14. Dame más (Loaded) – 3:53 (Roberto Blades, Alberto Gaitán, George Noriega, Robi Rosa, Jon Secada)
15. Cambia la piel – 5:13 (Pau Donés)

## Classifiche
| Paese             | Posizione raggiunta |
| ----------------- | ------------------- |
| Argentina         | 10                  |
| Australia         | 3                   |
| Austria           | 23                  |
| Belgio (Fiandre)  | 32                  |
| Belgio (Vallonia) | 50                  |
| Canada            | 3                   |
| Danimarca         | 13                  |
| Finlandia         | 11                  |
| Francia           | 46                  |
| Germania          | 17                  |
| Italia            | 10                  |
| Norvegia          | 11                  |
| Nuova Zelanda     | 9                   |
| Paesi Bassi       | 38                  |
| Polonia           | 17                  |
| Regno Unito       | 14                  |
| Spagna            | 3                   |
| Stati Uniti       | 4                   |
| Svezia            | 3                   |
| Svizzera          | 4                   |
| Ungheria          | 21                  |